# Merriam-Webster
Меријам–Вебстер (енгл. Merriam-Webster) је најчешће коришћени амерички провајдер за језичке информације. Његова употреба је почела пре 150 година, најпре у штампаном облику, а од прошле деценије је доступан и у електронској форми, путем интернета.
Сваког месеца информације које нуди ова интернет страница користи више од 40 милиона људи широм света. У штампанам издању, публикације овог предузећа укључују и академски речник који је једна од најпродаванијих књига у америчкој историји, а недавно је пласиран и Меријам–Вебстер уџбеник који би требало да олакша учење енглеског језика на курсевима.
Меријам Вебстер речник једна је од многобројних лексикографских публикација објављених од стране G. & C. Merriam Co., која 1982. године мења име у Merriam-Webster, Incorporated, са седиштем у Спрингфилду. Од 1964. огранак је Енциклопедије Британике. Један од речника је Вебстеров трећи међународни речник енглеског језика, који је објављен 1962. године. Он садржи више од 476 000 одредница и представља најобимнији речник америчког енглеског језика.
Сви производи и услуге које нуди Меријам-Вебстер су израђени уз помоћ тима најеминентнијих америчких уредника и писаца, и чине једну од највећих база података у свету.